# Xenohelea polydora
Xenohelea polydora är en tvåvingeart som beskrevs av John William Scott Macfie 1934. Xenohelea polydora ingår i släktet Xenohelea och familjen svidknott. Inga underarter finns listade i Catalogue of Life.